# Fundación Torreón de Lozoya
La Fundación Torreón de Lozoya, más conocida por el antiguo nombre comercial Caja Segovia, es una fundación española con sede en Segovia. Llamada Fundación Caja Segovia entre 2013 y 2022, fue antes la Caja de Ahorros y Monte de Piedad de Segovia, creada el 16 de diciembre de 1876, con su cuna en el Monte de Piedad de San Francisco que data del 24 de abril de 1636.
La actual fundación fue en su apogeo una de las seis cajas de ahorros con sede en Castilla y León hasta la reestructuración del sector a partir de 2010 .

## Historia

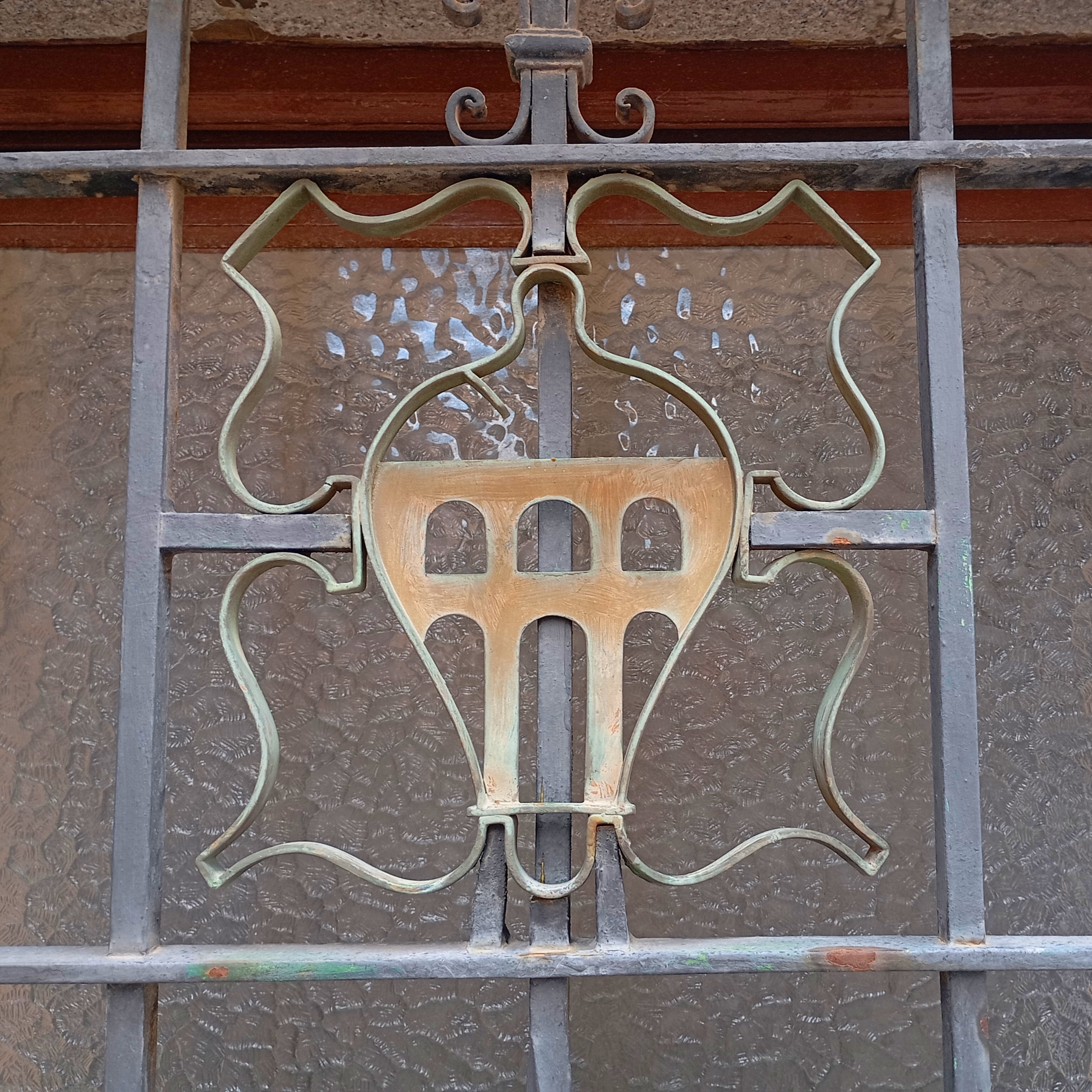
Iconografía antigua de la Caja de Ahorros y Monte de Piedad de Segovia, en la ventana de uno de sus edificios en Segovia

Su origen histórico se halla en el Monte de Piedad de San Francisco, fundado en Cuéllar el 24 de abril de 1636 por Agustín Daza, canónigo de la catedral de Segovia y secretario de Felipe IV. La reconversión de las reminiscencias de esta entidad sería iniciativa de la Junta Provincial de Beneficencia de Segovia (1840-1940) el 16 de diciembre de 1876, cuando se aprobarían sus primeros estatutos por Real Orden, iniciando su actividad el 25 de julio del año siguiente con el dinero de donativos y venta de acciones. El Monte de Piedad y Caja de Ahorros de Segovia era una institución de carácter caritativo y benéfico, de naturaleza jurídica privada.
La sociedad surgía por:

La inquietud de un grupo de segovianos de terminar con la usura descrita, en frase gráfica, por don Guillermo Martínez, de «real por duro mensual» (un 60 por 100 al año), y quisieron aquellos buenos segovianos, emulando a los Franciscanos de Italia y a otras Instituciones (muy pocas por entonces) existentes en España, crear un Monte de Piedad en favor de las clases menesterosas.
Libro de Actas de la Caja de Ahorros de Segovia

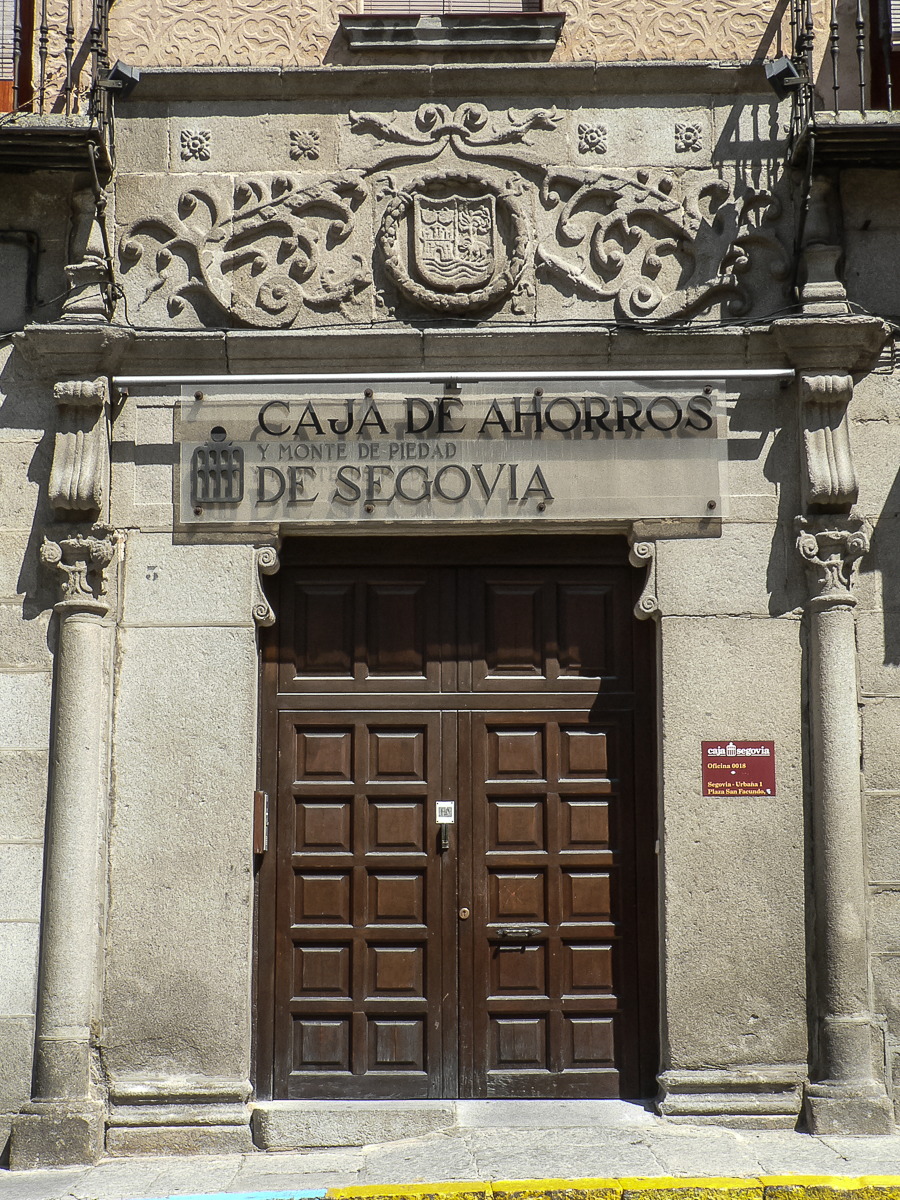
Caja de Ahorros y Monte de Piedad de Segovia

El capital social inicial reunido mediante la venta de acciones y gracias a donativos fue de 12.871,7 pesetas (unos 77 euros). La finalidad fundamental de la entidad, como el orden de términos en el nombre indicaba, era la de Monte de Piedad. Esta sección se dedicaba al préstamo y a la entrega de dinero contra el empeño de prendas de vestir y otros objetos. Por su parte, la sección de Caja de Ahorros captaba fondos de depositarios para financiar las necesidades de liquidez del Monte de Piedad. Sin embargo, con el paso del tiempo, se hizo evidente que los depósitos superaban las requeridas para financiar las actividades de entrega de dinero en contraprestación de los empeños, y de préstamos, del Monte de Piedad. En 1883, la Caja de Ahorros captaba ya 104.685,53 pesetas (629,17 euros), y el exceso de tesorería quedaba improductivo, incluso tras pagar los intereses a los depositarios. Ese año, se solicitó una modificación de estatutos, de forma que el dinero de las imposiciones pudiese ser destinado a actividades productivas y no exclusivamente a la financiación del Monte de Piedad. La reforma de estatutos fue aprobada en 1891 y permitió que la actividad de Caja de Ahorros dominase al declinar del Monte de Piedad. En 1943, reconociendo ese hecho, la entidad se convirtió en la «Caja de Ahorros y Monte de Piedad de Segovia». En 1945, la Caja de Ahorros captaba 1.853.425,78 pesetas (11.139,31 euros) en recursos ajenos. En 1981, la cantidad ascendía ya a 28.981.469.000 pesetas (174.182.137 euros), un 49,9% del ahorro provincial. En 2008, los depósitos de la clientela ascendían a 4.310.518.000 euros.
En 2008, el Partido Popular, el PSOE, Comisiones Obreras y la patronal regional, CECALE, acordaron un protocolo de integración entre las cajas de ahorros de la comunidad autónoma. Dicho protocolo preveía la creación de una sociedad gestora que operaría bajo la marca de Grupo Cajas de Castilla y León. Esta sociedad tendría un consejo de administración formado por todas las entidades, con una representación proporcional a los activos. Dicho consejo sería el encargado de controlar la solvencia y la liquidez de las cajas y podría emitir cuotas participativas. También se traspasarían a la sociedad las participaciones industriales relevantes de las entidades integrantes. Quedaría fuera el negocio minorista, de forma que cada caja conservaría sus redes de oficinas, sus plantillas, la distribución de la obra social y las sedes sociales. Sin embargo, dicha decisión fue rechazada por casi todas las cajas implicadas en febrero de 2009, entre ellas, Caja Segovia.

### Banco Financiero y de Ahorros (BFA)

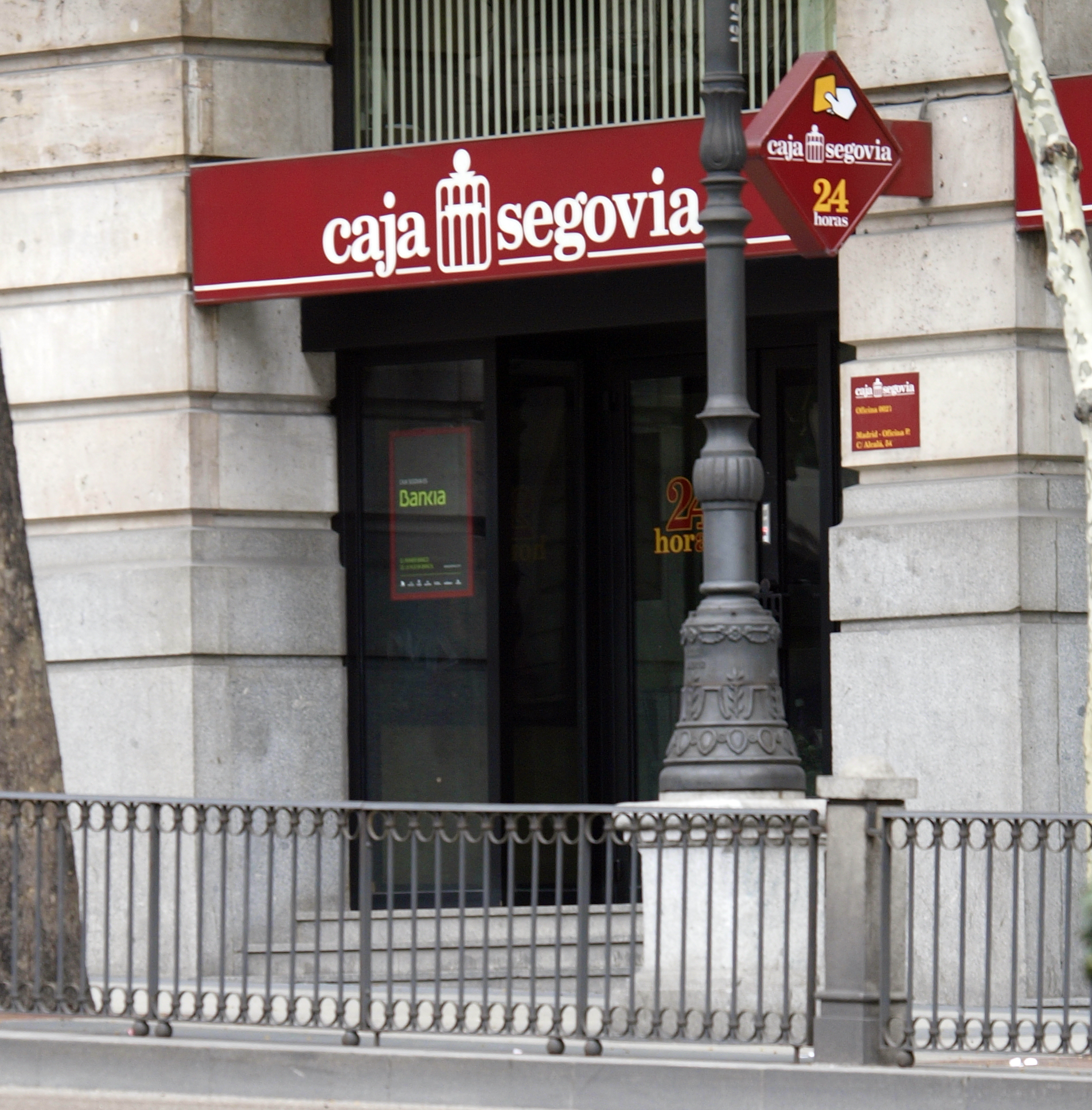
Sucursal de Caja Segovia en Madrid

Caja Segovia negoció su integración en la fusión entre Caja Duero y Caja España así como en el Sistema Institucional de Protección (SIP) Banca Cívica, fracasando ambos proyectos.
Finalmente, Caja Segovia se integró en el Sistema Institucional de Protección (SIP) Banco Financiero y de Ahorros, liderado por Caja Madrid, junto con Bancaja, La Caja de Canarias, Caja de Ávila, Caixa Laietana y Caja Rioja.
Esta operación conocida como fusión fría estuvo controlada por Caja Madrid. Poseía 340.000 millones de euros en activos y recibió ayudas del FROB cercanas a los 4500 millones. El Banco Financiero y de Ahorros transfirió a su vez su negocio a la entidad filial Bankia, creando así el tercer grupo financiero mayor de España.
Se constituyó el 3 de diciembre de 2010 y comenzó a operar el 1 de enero de 2011.

### Transformación en fundación
Debido a la intervención del Banco Financiero y de Ahorros por parte del Estado, las siete cajas fundadoras perdieron su participación en él.
El 4 de diciembre de 2012, se publicó en el Boletín Oficial de Castilla y León la resolución por la que se nombra la Comisión Gestora de la fundación de carácter especial resultante de la transformación de la Caja de Ahorros y Monte de Piedad de Segovia.
El 17 de mayo de 2013, la Junta de Castilla y León autorizó los estatutos de la Fundación Caja Segovia, continuadora de la labor social que desarrolló durante años la Obra Social de la entidad Caja Segovia.
No fue hasta marzo de 2014 cuando se celebró la sesión constitutiva de su patronato, órgano integrado por 15 miembros que se encargará de administrar y representar a la entidad en sustitución de la Comisión Gestora que designó la Junta de Castilla y León para asumir las funciones hace un año y tres meses. Se constituyó como fundación ordinaria y Francisco Javier Reguera García fue elegido como su presidente.
En 2022, la Fundación Caja Segovia pasó a denominarse Fundación Torreón de Lozoya, en referencia a este inmueble propiedad de la entidad, en un intento de desligar el mundo bancario de la identidad de la fundación aunque mantuvo el nombre de su sala en la Bajada del Carmen, Caja Segovia, uno de sus principales centros operativos y en el imaginario colectivo e identidad histórica la marca Caja Segovia sigue mucho más presente.

## Actividad
Caja Segovia disponía de una red de 116 oficinas, de las cuales 87 estaban en Castilla y León (la mayor parte en la provincia de Segovia con unas pocas en la de Valladolid), 27 en la Comunidad de Madrid y sendas sucursales en las provincias de Málaga y Toledo. Poseía 572 empleados.
Caja Segovia patrocinaba al equipo Caja Segovia Fútbol Sala.

## Causas judiciales
El 15 de noviembre de 2013, se anunció que todos los miembros del comité de retribuciones y el consejo de administración de Caja Segovia deberían declarar como imputados por el caso de las indemnizaciones y prejubilaciones de directivos de la extinta entidad financiera aprobadas entre 2008 y 2010.
En junio de 2016, el Juzgado número 2 de Segovia archivó la causa por las prejubilaciones millonarias de Caja Segovia. El auto del juez indicó que no se veían indicios de delito.
Sin embargo, en marzo de 2017, tras la revocación por la Audiencia Provincial de Segovia del sobreseimiento anterior, el Juzgado de Primera Instancia e Instrucción 2 y de lo Mercantil de Segovia abrió juicio oral contra seis exdirectivos de Caja Segovia que supuestamente habían desarrollado un plan de prejubilaciones por 17 millones de euros.

## Presidentes del consejo de administración por orden cronológica de caja de ahorros de Segovia
Jorge calvo y González 1875-1877
Juan Ruiz 1877-1878.
Miguel Arévalo benito-1878-1879
Sr marques del arco 1879-1881.
Tomas Baeza González 1881-1883.
Isidro Castelo 1883-1884 .
Guillermo Martínez 1884-1889
Epifanio Ralero 1889-1892
Francisco carsi Carpi 1892-1894 1812 -1913
Gabriel rebollo ballesteros 1894-1896
Miguel Arévalo Benito 1896-1897
Cándido REY Albertos 1897-1900.
Gaspar de Andrés calvo 1900-1902
Rufino Arango 1902-1906  1915-1917
Mariano Blanco 1906
Francisco Santiuste 1906-1912.
Tomas Pérez Griñón 1913-1915 1917-1918
Pedro Zúñiga y otero 1918-1935.
Gabriel J de Cáceres y Muñoz 1935- 1940.
Aniano Bravo Marugan 1940-1951
Benjamín sanchez herrero 1951-1960.
Ignacio García Martin 1960-1967.
Cesáreo Marti peña 1967-1970.
José Encinas Fernández 1970—1979